# شهرستان روس (اوهایو)
شهرستان روس، اوهایو (به انگلیسی: Ross County, Ohio) یک سکونتگاه مسکونی در ایالات متحده آمریکا است که در اوهایو واقع شده‌است.